# Anaissus
Anaissus is een geslacht van kevers uit de familie  
kniptorren (Elateridae).
Het geslacht is voor het eerst wetenschappelijk beschreven in 1857 door Candèze.

## Soorten
Het geslacht omvat de volgende soorten:
- Anaissus anandra Calder, 1978
- Anaissus aurantium Calder, 1978
- Anaissus calderi Riese, 2007
- Anaissus chassaini Riese, 2007
- Anaissus franciscoloi Riese, 2007
- Anaissus fuscipes Calder, 1978
- Anaissus girardi Riese, 2007
- Anaissus marialuisae Riese, 2007
- Anaissus penai (Gollner-Scheiding, 1970)
- Anaissus porioni Riese, 2007
- Anaissus tarsalis Candèze, 1857